# Kelemér
Kelemér község Borsod-Abaúj-Zemplén vármegyében, a Putnoki járásban.

## Földrajzi helyzete
A Sajó völgyétől északra, a Keleméri-patak völgyében terül el Putnoktól 9, Miskolctól közúton 51 kilométerre. Főutcája a Serényfalva és Ragály között húzódó 2601-es közút, amely a község központjában a 7+900-as kilométerszelvénye közelében jár; itt ágazik ki belőle kelet felé a Putnokig húzódó 2602-es közút, illetve északnyugati irányban a Gömörszőlősre vezető 26 101-es út.
A környező települések: Alsószuha 8 km-re, Gömörszőlős 2 km-re, Serényfalva 6 km-re, Szuhafő 10 km-re, Zádorfalva 5 km-re. A legközelebbi város: Putnok 9 km-re. A legközelebbi szlovákiai település Naprágy, 2 km-re nyugatra.

## Története
A település és környéke ősidők óta lakott hely lehetett. Határában késő bronzkori leletek kerültek napvilágra. Kelemér a középkori Széki/Széke /Lőrincfalva(?) nevű település helyén alakult ki, a mai Kelemér az Árpád-kor óta létezik, először 1232-ben említik. 1332-ben Kaleuer alakban fordult elő. A tatárjárás után vár épült a környéken, de a 14. században már romként említik. A török időkben átmenetileg elnéptelenedett. 
Tompa Mihály a szabadságharc leverése utáni időkben két évig élt a községben, mint a falu lelkésze. A költő barátja volt Petőfi Sándornak és Arany Jánosnak is. Itt tartózkodása idején írta a szabadságharc bukása utáni időkben, az önkényuralom idején allegorikus, a szabadság és a függetlenség eszményét hirdető verseit, többnyire Rém Elek álnéven, ami a Kelemér szó visszafelé olvasva.
A település 1923-ig Gömör és Kishont vármegye, 1923 és 1938 között Borsod, Gömör és Kishont vármegye, 1938 és 1945 között ismét Gömör és Kishont vármegye, majd 1945-1949 között Borsód-Gömör vármegye része volt.

## Közélete

### Polgármesterei
- 1990–1994: Szala Pál (FKgP)[3]
- 1994–1998: Szala Pál (független)[4]
- 1998–2002: Szala Pál (független)[5]
- 2002–2006: Szala Pál (független)[6]
- 2006–2010: Szala Pál (független)[7]
- 2010–2014: Kovács László János (független)[8]
- 2014–2019: Bukovenszki Józsefné (független)[9]
- 2019–2024: Bukovenszki Józsefné (független)[10]
- 2024– : Bukovenszki Józsefné (független)[1]

## Népessége
| Lakosok száma | 523  | 520  | 507  | 446  | 419  | 425  | 428  |
|               | 2013 | 2014 | 2015 | 2021 | 2022 | 2023 | 2024 |

A 2001-es népszámláláskor a település lakosságának 85%-a magyar, 15%-a cigány nemzetiségűnek vallotta magát.
A 2011-es népszámláláson a lakosok 81,3%-a magyarnak, 0,6% bolgárnak, 6,6% cigánynak mondta magát (18,7% nem nyilatkozott; a kettős identitások miatt a végösszeg nagyobb lehet 100%-nál). A vallási megoszlás a következő volt: római katolikus 29,4%, református 35,5%, görögkatolikus 0,8%, evangélikus 0,6%, felekezeten kívüli 6% (26,6% nem válaszolt).
2022-ben a lakosság 95,5%-a vallotta magát magyarnak, 14,1% cigánynak, 0,7% egyéb, nem hazai nemzetiségűnek (4,5% nem nyilatkozott; a kettős identitások miatt a végösszeg nagyobb lehet 100%-nál). Vallásuk szerint 31,5% volt római katolikus, 31,5% református, 0,7% görög katolikus, 0,7% egyéb keresztény, 11,7% felekezeten kívüli (23,2% nem válaszolt).

## Látnivalói
- Református templom (14. század)
- Tompa Mihály Emlékház
- Népi építészet remekei
- Mohos-tavak

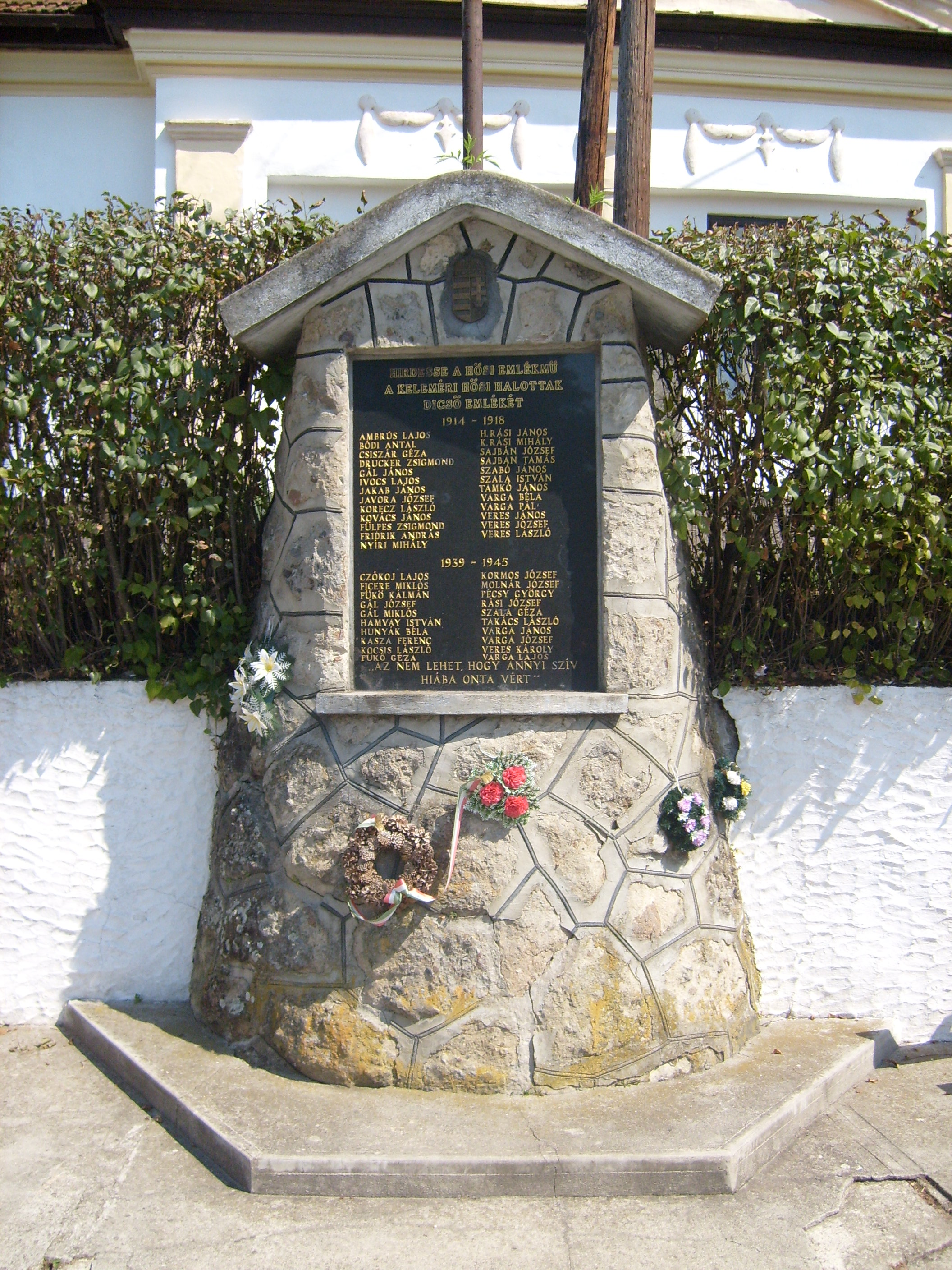
A Hősi Emlékmű
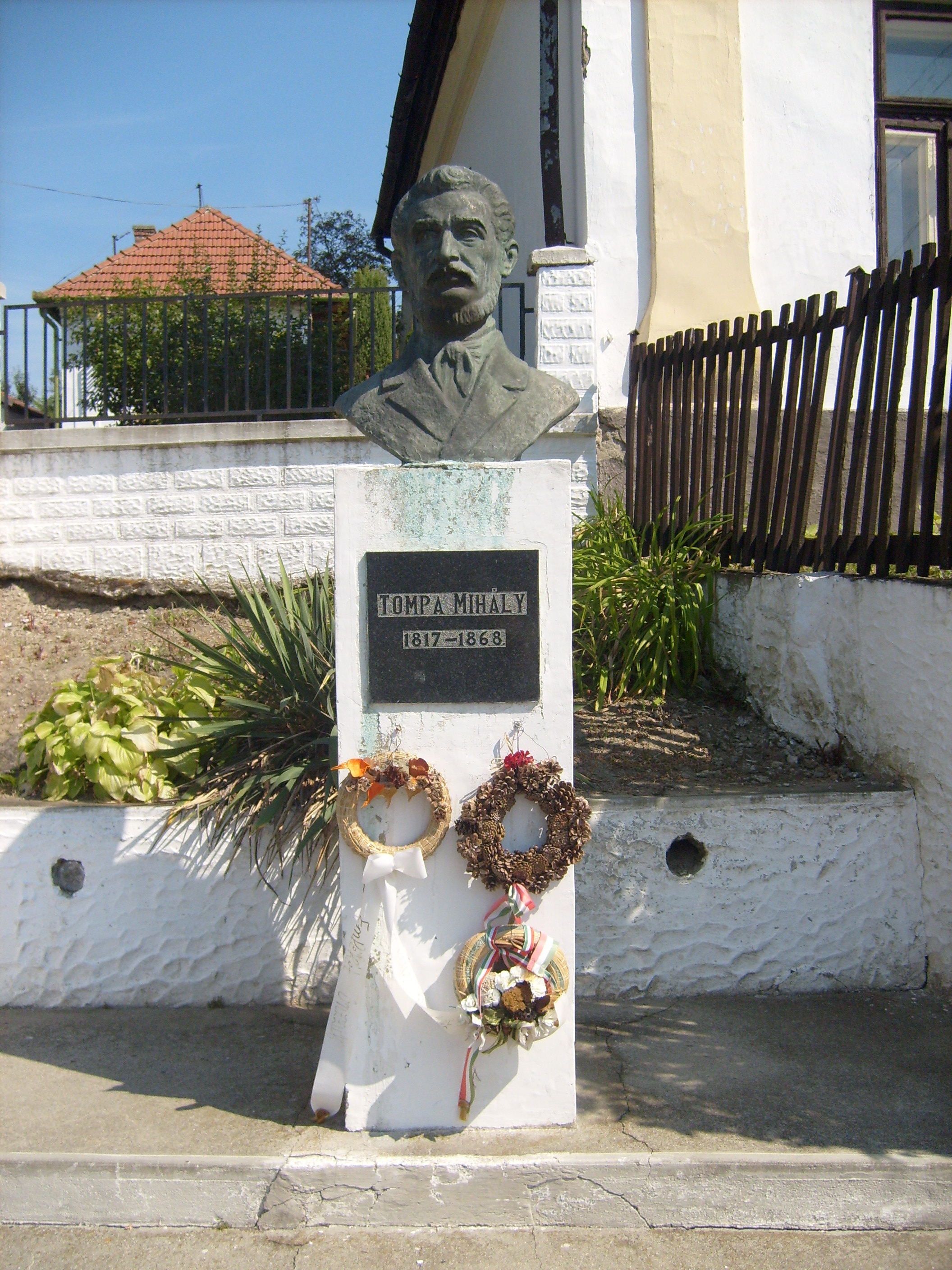
Tompa Mihály emlékmű

## Ismert személyek
- Itt született és élete nagy részében itt gazdálkodott Putnoky Móric földbirtokos, gömöri főispán, titkos tanácsos, mintegy fél évszázadon át a térség országgyűlési képviselője.